# Gabriel Scorodumov
 Gabriel Scorodumov , né en 1755 et mort en 1792, est un graveur et aquarelliste russe du XVIIIe siècle. Il est reconnu pour sa technique de pointillé.

## Biographie
En 1773, Scorodumov voyage en Angleterre et est formé à Londres par Francesco Bartolozzi jusqu’en 1782. De retour en Russie, il est nommé graveur impérial à la cour. Il mort précocement a l’âge de 37 ans. 

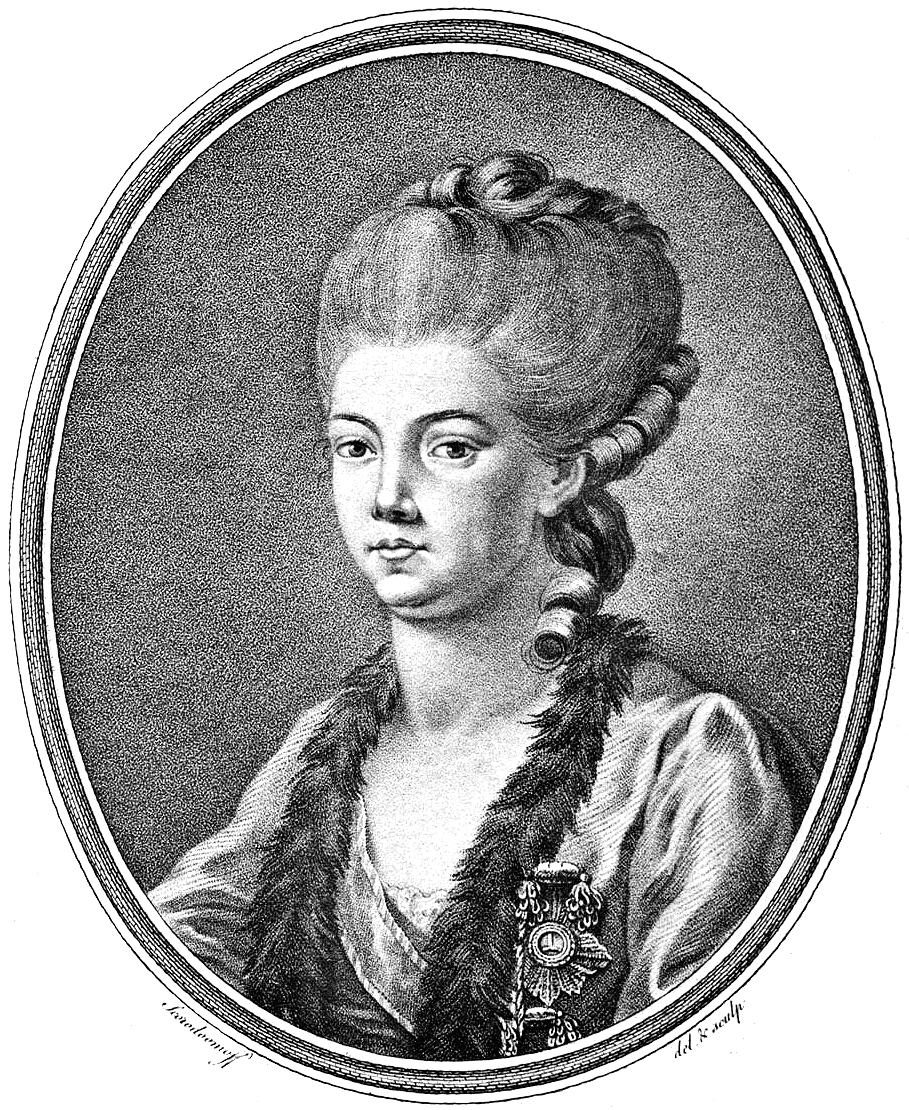
Portrait de Yekaterina Romanovna Vorontsova-Dashkova par Scorodumov en 1777.